# 그란디아 (비디오 게임)
《그란디아》(Grandia, 일본어: グランディア)는 1997년 게임아츠에서 발매한 콘솔용 롤플레잉 게임으로, 그란디아 시리즈 중 첫 번째 작품이다. 원래 그란디아는 세가새턴으로 1997년 말 발매되었는데, 1999년 소니 플레이스테이션으로도 이식되었다. 이후 1999년, 2001년 북미에서는 SCEA, 유럽에서는 유비소프트에 의해 각각 발매되었다.
그란디아의 배경은 산업 혁명 이후 과학과 기술이 끊임없이 발전하는 시대이다. 오랜 옛날부터 전해 내려오는 모험가들의 이야기는 이 시대 사람들에게 낡아빠진 것으로 취급된다. 그러나 이 게임의 주인공 저스틴은 모험가의 길을 동경하는 소년으로, 누구도 가 본 적이 없는 곳을 탐험하기 위해 긴 여행을 떠나게 된다.
그란디아는 스튜디오 지브리의 아니메 천공의 성 라퓨타(1986년 작)와 곧잘 비교된다. 그 이유로 둘은 여러 부분에서 비슷하게 이야기가 전개되며, 시각적 요소 및 음악의 분위기에서도 유사한 부분이 많기 때문이다.

## 게임 플레이
그란디아의 화면 구성은 기본적으로 3차원 필드에 2차원 애니메이션으로 만들어진 캐릭터가 합성된 상황에서 진행된다. 시점은 파티를 제3자가 바라보는 시점에서 진행되며, 원하는 방향으로 화면을 자유롭게 회전시킬 수 있고, 약간의 확대 축소도 가능하다. 화면 회전은 숨겨진 아이템이나 잘 보이지 않는 길을 찾는 데 유용하다.
파티는 최대 4인으로 구성되며, 필드 이동시 플레이어는 저스틴을 조작하며, 나머지 3명은 저스틴의 뒤를 일렬로 따라다닌다. 캐릭터들의 크기에 비해 그란디아의 세계에 등장하는 필드나 도시들은 매우 넓다. 한 지역에 숨겨져 있는 아이템을 찾거나, 숨겨져 있는 트랩을 찾거나, 미로 출구를 찾기 위해서 종종 많은 시간을 필드에서 소비해야 한다.
파티원들은 기본적으로 적과의 전투를 통하여 경험치를 얻으면서 레벨 업을 할 수 있다. 그런데 그란디아에는 경험치를 통한 레벨 업 외에 무기스킬과 마법스킬 두 가지의 개념이 더 존재한다. 파티원들은 모두가 무기스킬 및 마법스킬을 갖고 있다. 무기스킬과 마법스킬은 물리적인 공격 및 마법과 관련된 기술을 각각 의미한다. 이 두 범주는 서로 독립적으로, 무기스킬과 마법스킬의 레벨을 올리려면 플레이어는 의도적으로 고르게 양 스킬에 관련된 기술을 안배하면서 전투에 임해야 한다. 파티원들이 사용할 수 있는 무기들은 여러 종류가 있으며, 특정 기술의 경우 특정 무기가 아니면 사용할 수 없는 경우가 있다. 모든 기술을 익히기 위해서는 무기를 바꾸어 가면서 전투에 임해야 한다.
처음 플레이어가 게임을 시작할 때 주인공에게는 무기 스킬만 있을 뿐 마법 스킬은 없다. 그러나 마나 에그라는 아이템이 있으면 주인공은 마법을 배울 수 있다. 마나 에그는 게임을 진행하는 과정에서 입수할 수 있는 아이템으로, 플레이어는 이 마나 에그를 상점에 가지고 가서 마법 기술 중 한 종류와 교환할 수 있다. 마나에그와 교환할 수 있는 마법기술은 불, 바람, 땅, 물 4가지 종류이다. 한 명의 캐릭터가 모든 마법기술을 사용하려면, 마나에그가 4개가 필요한 셈이다.(물론 캐릭터에 따라서 위 4가지 중 일부를 사용하지 못하는 경우도 있다.) 특이한 것은 마법에는 속성이 있는데 불, 바람, 땅, 물의 4종류만 있는 것이 아니라 이 4가지가 서로 조합하여 새로운 종류의 마법이 탄생한다는 점이다. 예를 들면 바람과 물 마법기술을 지속적으로 사용하면, 얼음 기술을 배울 수 있다.
플레이어가 게임의 이야기를 진행하면서 전투를 하다 보면 경험치가 쌓이면서 여러 가지 마법을 배우게 된다. 그런데 마법의 경우 소모되는 MP의 수치가 정해져 있다. 각 캐릭터가 쓸 수 있는 마법은 레벨 1에서 레벨 3까지 3단계로 구별되는데, 기술은 익혔으나 해당 레벨의 MP 최대치가 부족하기 때문에 기술을 사용하지 못하는 경우도 생긴다.

## 몬스터와의 조우
몬스터들은 필드 상에서 여기저기를 돌아다닌다. 플레이어가 필드 상의 몬스터에게 접촉하면 전투화면으로 바뀌게 된다.
전투 개시의 유형은 3가지가 있다.
- 통상적인 접촉. 플레이어를 발견한 적은 붉게 점멸되면서(흥분했음을 의미한다.) 플레이어에게 달려든다. 이때 아군 일행이 상대를 똑바로 쳐다보는 상태에서 접촉할 경우 통상적인 전투가 개시된다.
- 선제공격. 플레이어가 필드 상의 몬스터가 붉게 점멸되지 않은 상태에서 먼저 달려들어 접촉하거나, 몬스터의 뒤에서 접촉할 경우 선제공격이 된다. 선제공격은 그렇지 않은 경우에 비해 플레이어들에게 초기 공격 조건에서 더 유리하다.
- 습격을 받은 상태. 이는 선제공격과는 반대로 몬스터들이 플레이어의 뒤쪽으로 달려들 때에 해당된다. 이 경우 플레이어보다 몬스터들에게 공격 우선권이 주어진다. 따라서 필드상에서 적을 만났을 때 전투를 피할 수 없으리라고 판단되면 피해서 적에게 등을 보이는 것보다 정면으로 맞서는 것이 파티원의 피해를 줄일 수 있는 길이다.

## 전투방식
전투화면은 고정되어 있는 2차원 화면에 2차원 캐릭터들이 애니메이션으로 필드 내를 누비는 방식으로 진행된다. 단 카메라 시점은 고정되어 있는 것이 아니라, 플레이어가 사용하는 캐릭터에 맞추어 적당한 확대 및 축소로 단조로움을 덜어 준다. 몬스터와의 전투는 다른 롤플레잉 게임과 비교할 때 짧은 시간 동안 진행되면서 긴박한 편이다.
전투에 있어서 중요한 것은 IP 막대이다. IP 막대는 화면 우측 하단에 있는 일종의 게이지로, 이 막대에 적과 아군의 행동 시간이 표시된다. IP 막대에는 플레이어와 몬스터의 아이콘이 달려 있고, 이들은 막대의 왼쪽에서 시작하여 오른쪽으로 이동한다.
IP 막대는 크게 1. 대기 구간. 2. 액션 선택지점. 3. 액션발동 대기구간. 4. 액션발동지점의 네 구간으로 나눌 수 있다. 플레이어의 아이콘이 대기 구간을 통과하여 액션 선택지점에 도착하면, 플레이어는 어떤 액션으로 몬스터들에게 대응할지를 선택한다. 액션을 선택하면, 그 액션에 대한 플레이어의 숙련도에 따라, 숙련도가 높을 경우 빠른 속도로 아이콘은 액션발동지점으로 이동하며, 반대로 낮을 경우 아이콘이 액션발동지점까지 가는 데 걸리는 시간은 길어진다. 액션발동지점에 아이콘이 도착함과 동시에 플레이어 캐릭터는 선택한 액션을 취하게 된다. 이는 몬스터들도 마찬가지로, 몬스터들 역시 IP 막대 액션발동지점에 자신들의 아이콘이 접촉하면 플레이어를 공격하게 된다. 이동력이 높거나 기술의 숙련도가 높을수록 아이콘이 IP 막대 내에서 움직이는 속도는 빨라지고, 속도가 빨라질수록 플레이어는 적들에게 같은 시간 동안 더 많은 공격을 할 기회를 얻게 된다. 플레이어가 적에게 공격을 받을 경우 플레이어의 아이콘은 움직이지 못하고 일정 시간 동안 막대 위에서 정지하게 된다. 액션 타이밍에서 발동 타이밍까지 아이콘이 움직이는 동안, 플레이어가 만약 몬스터에게 회심의 일격 및 큰 피해를 입는 충격을 받았을 경우 기술 발동이 취소되는 불이익을 겪을 수도 있다.

## 줄거리
게임의 시작은 구대륙 멧시나의 팜 마을이다. 언제나처럼 마을에서 개구쟁이 노릇을 하던 저스틴은, 무엇인가 흥미로운 것을 발견할 거라는 호기심에 마을의 북쪽에 있는 사르트 유적을 소꿉친구 수와 함께 탐험하기로 한다. 두 사람은 가라일 군의 경비병들을 따돌리고 유적 내의 어떤 성스러운 공간에 발을 딛게 되는데, 거기서 둘은 ‘아렌트의 리에테’라고 자신을 일컫는 신비로운 소녀와 조우하게 된다. 아렌트가 어디인지를 묻는 저스틴에게 리에테는 세계의 반대편으로 건너오라는 말을 남기고 사라진다. 예기치 않게 가라일 군이 찾고 있는 비밀을 입수하게 된 저스틴은 리에테의 말에 이끌려 팜을 떠나서 신대륙으로 가게 된다.

## 주 등장 캐릭터
발매 당시는 별로 언급되지 않기는 했지만, 성우진이 매우 호화롭다.

### 플레이어 측
저스틴 (ジャスティン)
성우 : 타키모토 후지코
14세.
주인공. 구대륙·팜의 거리에서 모친의 리리와 두 명 살림. 고대 문명에 동경을 가져, 모험자였던 부친과 같이 모험이 여행을 떠나는 것을 꿈꾼다. 단순 명쾌, 곤란한 사람을 보면 내버려 둘 수 없는 호인, 이라고 확실히 정통파인 주인공.
피나 (フィーナ)
성우 : 히다카 노리코
15세.
히로인. 신대륙·뉴 팜의 거리 가까이의 돈대에 살고 있는, 밝고 쾌활한 프로 모험자. 모험자 협회1의 놀라운 솜씨. 자신있는 무기는 채찍과 나이프.
수 (スー)
성우 : 니시하라 쿠미코
8세.
져스틴의 소꿉친구. 부모님 사후는 백부 부부에게 거두어 진다. 깜찍하고 억지인 여자 아이. 자칭·져스틴의 보호자. 꿈은 멋진 레이디가 되는 것.항상 프이와 함께 있다.
가드인 (ガドイン)
성우 : 나야 로쿠로
38세
모험 도중에 만나는 다이트의 마을 최강의 검사. 몸집이 크고 과묵. 남자 중의 남자. 이익 요리는 「비룡의 스튜」. 져스틴에 검 기술을 가르쳐 준다.
랩 (ラップ)
성우 : 야마구치 캇페이
15세.
카프 마을의 촌장의 손자. 당초는 져스틴들을 군의 무리라고 착각 하고 있었지만, 오해가 풀려 동료가 된다. 입이 몹시 나쁜 녀석 대장 타입이지만, 동료 구상으로 상냥하다. 근성과 정의감도 있다.
밀다 (ミルダ)
성우 : 사카모토 치카
19세.
근육이 씩씩한, 레이느의 마을의 여전사. 혼자서 기지에 잠입해, 가라일군의 전차를 부수어 버릴 정도의 파워를 가진다. 랩(카프인)과는 라이벌. 덧붙여서 기혼자.
기드 (ギド)
성우 : 카메이 요시코
?세.
모게족의 상인. 토끼와 같이 귀여운 용모와는 정반대로, 매우 깊은 역사와 지식을 가지고 있다. 상인답게, 돈 씁쓸한 무심코.
리에테 (リエーテ)
성우 : 이노우에 키쿠코
?세.
살트 유적에서 만나는 미소녀. 고대 문명의 힘에 의해서 만들어진 환상인지, 실재하는 인간인지 모두가 수수께끼에 싸이고 있다. 져스틴을 신대륙에 가도록 이끈 인물. 연령 미상. 그러나, 그 후 서서히 인격을 알 수 있어, 경악한 플레이어도 많다.
릴리 (リリィ)
성우 : 토우마 유미
식당 「갈매기정 리리」의 경영자로, 져스틴의 모친. 원래는 여자 해적으로 「해골의 리리」라고 불리고 있어 꽤 유명했던 모양. 성미가 대쪽같이 곧은 시원시원한 성격. 요리가 매우 능숙하다. 32세. 필살기술은 「오봉 춉」.

### 가라일군의 사람들
뮤렌 대령 (ミューレン大佐)
성우 : 코스기 쥬로타
팜의 거리의 발전에 공헌한 「쥴 재단」의 사설 군단 「가라일군」의 군인. 유능한 지휘관으로 일반 병사로부터의 덕망도 두텁다. 져스틴과 가드인의 두 명을 압도할 정도의 실력자. 23세.
린 (リーン)
성우 : 타치바나 히카리
뮤렌의 부관을 맡는 소녀. 군인 방향은 아닌 상냥한 성격의 소유자. 항상 뮤렌 대령과 행동하고 있다. 15세.
나나 (ナナ)
성우 : 토우마 유미
계급은 모두(↓) 중위로, 세 명 모두 뮤렌을 동경하고 있다. 블러디 로즈 대의 대장. 고압적인 여왕님 타입. 16세.
사키 (サキ)
성우 : 하기모리 쥰코
라이트닝 스타 대의 대장. 보이쉬. 16세.
미오 (ミオ)
성우 : 히사카와 아야
디저트 문 대의 대장. 안경자. 16세.
발 장군 (バール将軍)
성우 : 와카모토 노리오
군의 최고 사령관이며, 뮤렌 대령의 부친. 근년은 재단과는 거리를 두어, 군 독자적인 비밀 계획을 강행하고 있다. 48세.

## 평가
| 평가 (새턴) |       |
| --- | ----- |
| 통합 점수 통합사 점수 게임랭킹스 87% [ 2 ] MobyRank 91% [ 3 ] 평론 점수 평론사 점수 패미츠 32/40 [ 4 ] 게임스팟 93% [ 5 ] 넥스트 제네레이션 [ 6 ] Consoles + 94% [ 7 ] RPGamer 5/5 [ 8 ] RPGFan 95% [ 9 ] Saturn Fan 9/10 [ 10 ] Sega Saturn Magazine 9/10 [ 11 ] |       |
| 통합 점수 |       |
| 통합사 | 점수  |
| 게임랭킹스 | 87%   |
| MobyRank | 91%   |
| 평론 점수 |       |
| 평론사 | 점수  |
| 패미츠 | 32/40 |
| 게임스팟 | 93%   |
| 넥스트 제네레이션 | [ 6 ] |
| Consoles + | 94%   |
| RPGamer | 5/5   |
| RPGFan | 95%   |
| Saturn Fan | 9/10  |
| Sega Saturn Magazine | 9/10  |

| 평가 (플레이스테이션) |          |
| --- | -------- |
| 통합 점수 통합사 점수 게임랭킹스 86% [ 12 ] 메타크리틱 89/100 [ 13 ] 평론 점수 평론사 점수 EGM 9/10 [ 14 ] 패미츠 32/40 [ 15 ] 게임 인포머 21.75/30 [ 16 ] 게임 레볼루션 A- [ 17 ] 게임프로 4.5/5 [ 18 ] 게임스팟 9.2/10 [ 19 ] IGN 9/10 [ 20 ] 넥스트 제네레이션 [ 21 ] OPM (US) 4.5/5 [ 22 ] The Electric Playground 9/10 [ 23 ] Gaming Age A- [ 24 ] PlayStation World 9/10 [ 25 ] RPGamer 9.5/10 [ 26 ] RPGFan 100% [ 27 ] Video Games 92% [ 28 ] |          |
| 통합 점수 |          |
| 통합사 | 점수     |
| 게임랭킹스 | 86%      |
| 메타크리틱 | 89/100   |
| 평론 점수 |          |
| 평론사 | 점수     |
| EGM | 9/10     |
| 패미츠 | 32/40    |
| 게임 인포머 | 21.75/30 |
| 게임 레볼루션 | A-       |
| 게임프로 | 4.5/5    |
| 게임스팟 | 9.2/10   |
| IGN | 9/10     |
| 넥스트 제네레이션 | [ 21 ]   |
| OPM (US) | 4.5/5    |
| The Electric Playground | 9/10     |
| Gaming Age | A-       |
| PlayStation World | 9/10     |
| RPGamer | 9.5/10   |
| RPGFan | 100%     |
| Video Games | 92%      |

## 참고 자료
- 나우누리 그란디아 공략 - 98/09/04 등록자 CHOEKS
- Vast Lands of Grandia - Grandia Section[깨진 링크(과거 내용 찾기)]

## 같이 보기
- 게임아츠
- 그란디아 시리즈
- 세가새턴